# Erzbistum Przemyśl
Das Erzbistum Przemyśl (lateinisch Archidioecesis Premisliensis Latinorum, polnisch Archidiecezja przemyska) ist ein römisch-katholisches Erzbistum im Südosten Polens mit Sitz in der Stadt Przemyśl. Der Schutzpatron der Diözese ist der heilige Valentin.

## Geschichte
Nachdem König Kasimir der Große von Polen das Fürstentum Galizien-Wolhynien nach dem Jahr 1340 unterworfen hatte, wurden die ersten Bischöfe von Przemyśl ernannt, jedoch steckte die Organisation noch in den Windeln bis zu der Ankunft von Erik von Winsen im Jahr 1379. Außerdem geschah das nach Kasimirs des Großen Tod unter dem König Ludwig von Polen und Ungarn († 1382), der damals die Begründung eines separaten, aber vom Haus Anjou abhängigen Staats in Rotruthenien anstrebte. Vor der Errichtung der Kirchenprovinz in Halytsch im Jahr 1375 (1412 wurde Lemberg zum Sitz) gab es etwa 20 römisch-katholischen Kirchen und drei Klöster. Die Grenzen deckten sich mit den Grenzen der Eparchie Peremyschl (ungefähr Przemyśler und Sanoker Land), jedoch wurde die mit dem Halytscher Bischof umstrittene östliche Grenze erst kurz vor dem Tod des Bischofs Erik klargestellt. Zu dieser Zeit reichte die Zahl der römisch-katholischer Kirchen bzw. Pfarreien auf etwa 40, danach auf 140 (1500), 153 (1640), 162 (1742) und 177 (1772). In der zweiten Hälfte des 16. Jahrhunderts verlor das Bistum vorläufig bis zu 30 Kirchen (von etwa 150) wegen der Reformation.

Bistum Przemyśl im Jahr 1938 und die neue staatliche Grenze im Jahr 1945 (rot)

Die erste große Grenzänderung wurden nach der Teilungen Polens wegen des neuen Bistums Tarnów eingeführt. Mit 23.570 km² war das Bistum die zweitgrößte in Galizien (von 4), aber mit 885.062 (1880) Römisch-Katholiken das bevölkerungsreichste. Bis zum Jahr 1914 diese Zahl stieg auf 1.181.569. Vor dem Zweiten Weltkrieg hatte das Bistum etwa 21.000 Quadratkilometer Fläche und über 1.100.000 lateinischer Katholiken (52,9 % der Bevölkerung, dominierend im Westen und Norden). Im Jahr 1945 wurde das Bistum zwischen Polen (2/3) und der Sowjetunion (1/3; 74 Pfarreien) geteilt.
Mit der Neugründung des Bistums Rzeszów auf vormaligem Gebiet der Bistümer Przemyśl und Tarnów wurde das Bistum am 25. März 1992 von Papst Johannes Paul II. mit der Apostolischen Konstitution Totus Tuus Poloniae Populus zum Erzbistum und Metropolitansitz mit den Suffragandiözesen Rzeszów und Zamość-Lubaczów erhoben.
Im Königreich Galizien und Lodomerien (1861–1918) verfügte der Bischof von Przemyśl über eine Virilstimme im Galizischen Landtag.